# Goldstone
Goldstone je radioastronomická observatoř agentury NASA v Mohavské poušti, jejíž provoz zajišťuje Jet Propulsion Laboratory. Stanice tvoří jednu ze tří základen Deep Space Network využívaných ke komunikaci s družicemi nejen kolem Země a i ve vzdálených částech sluneční soustavy. Využívá se i k výzkumu vesmírných těles.

## Síť Deep Space Network
Agentura NASA vybudovala tento komplex v roce 1958 jako součást sítě Deep Space Network, která měla podporovat Program Pioneer, který měl za úkol vyslat průzkumné sondy do vzdálených částí sluneční soustavy. Tato síť třech pozemních stanic byla vytvořena na obvodu Země tak, aby dokázala nepřetržitě sledovat sondy a družice vypuštěné do vesmíru. Druhou observatoří je Canberra Deep Space v Austrálii, třetí pak observatoř Madrid Deep Space nacházející se o dalších 120 stupňů dále, nedaleko Madridu.

## Umístění Goldstone
Stanice v Goldstone byla postavena v Mohavské národní reservaci, poblíž městečka Barstow na polovině cesty mezi městy Los Angeles a Las Vegas. Je součástí areálu, jehož součástí je Edwardsova letecká základna, kde přistávaly mnohé raketoplány STS. Je zde také solární elektrárna Solar One, vojenské základny námořnictva a dalších armádních složek.

## Vybavení stanice
Stanice je vybavená radiovým teleskopem ke sledování vypuštěných sond a družic agentury NASA. Anténa o průměru 26 metrů dokáže vyzářit 325 kW, největší anténa (DSS-14) má průměr 70 metrů. Antén je zde celá řada.

## Využití stanice
Mimo sledování sond a družic z programu Pioneer, Voyanger 1 a 2 je stanice využívána i k sledování dalších družic a sond ve sluneční soustavě a také k experimentům.